# Straelenia
Straelenia is een geslacht van halfvleugeligen uit de familie schuimcicaden (Cercopidae). De wetenschappelijke naam van dit geslacht is voor het eerst geldig gepubliceerd in 1955 door Lallemand & Synave.

## Soorten
Het geslacht Straelenia  is monotypisch en omvat slechts de volgende soort:
- Straelenia araucariana Lallemand & Synave, 1955